# CARAT
LF CARAT (Cooperation Afloat Readiness and Training) is een militaire oefening die door de Verenigde Staten en zes Zuidoost-Aziatische landen (Brunei, de Filipijnen, Indonesië, Maleisië, Singapore en Thailand) elke zomer wordt gehouden in Zuidoost-Azië.
De CARAT-oefeningen hebben onder meer tot doel de regionale samenwerking te verbeteren en de inter-operationaliteit tussen de deelnemende landen te verbeteren en promoten.